# تئو ویلمس
تئو ویلمس (انگلیسی: Theo Willems; ۲۲ فوریهٔ ۱۸۹۱ – ۱۲ آوریل ۱۹۶۰) کماندار اهل هلند بود.